# Antoine Busnois
Antoine Busnois (také Busnoys kolem 1430? – 6. listopadu 1492 Bruggy) byl francouzský hudební skladatel franko-vlámské školy a básník.

## Život

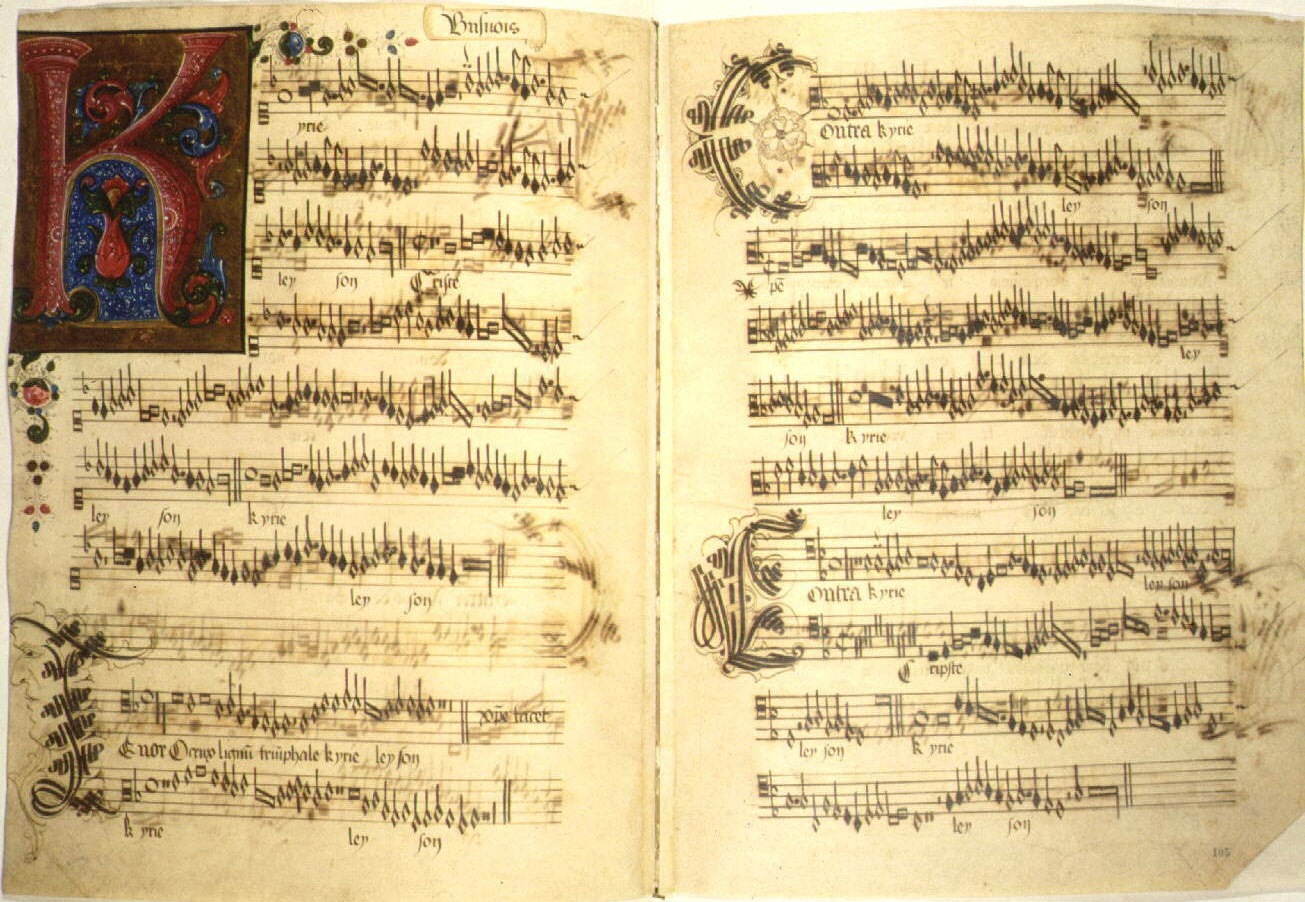
Rukopis Missa O Crux Lignum Antoina Busnoise

Detaily jeho života v mládí jsou pouze spekulativní. Pocházel pravděpodobně z blízkosti městečka Béthune v departementu Pas-de-Calais, případně přímo z vesnice Busnes, na kterou by jeho jméno ukazovalo. Mohl být zpřízněn s některou aristokratickou rodinou z Busnes. Příbuzným mohl být Philippe de Busnes, kanovník chrámu Notre-Dame v Lens. Záhy obdržel kvalitní hudební vzdělání, patrně jako chrámový sborista někde ve střední Francii. Na šlechtický původ může ukazovat i to, že již ve dvaceti letech se objevuje u francouzského královského dvora.
V roce 1461 byl kaplanem v Tours. Že nebyl úplně mírumilovný muž je zřejmé z žádosti o milost, kterou podal v Tours a v níž přiznává, že byl členem skupiny, která zbila do krve kněze a to ne jednou, ale pětkrát. Za to, že sloužil mši aniž by byl vysvěcen na kněze, byl dokonce exkomunikován z církve. Teprve papež Pius II. mu udělil milost.
Z katedrály se přesunul do kolegiátního kostela sv. Martina, kde se stal v roce 1465 podjáhnem. V té době byl v této instituci pokladníkem Johannes Ockeghem, takže oba skladatelé se zřejmě dobře znali. Ještě v tomto roce se Busnois přestěhoval do Poitiers. Tam působil jako sbormistr chlapeckého sboru a získal si pověst znamenitého učitele zpěvu i skladatele. Bez známého důvodu však v následujícím roce odešel do Burgundska.
V roce 1467 se stal hudebníkem a skladatelem na burgundském dvoře První skladby byly komponovány ještě za života vévody Filipa III. Ten 15. června zemřel a vévodou se stal Karel Smělý, kterému je již dedikováno jedno z Busnoisových motet. Karel si Busnoise oblíbil jak jako zpěváka, tak i jako skladatele. Busnois jej doprovázel na dobrodružných válečných taženích a byl přítomen vítěznému obléhání Neussu v roce 1475 i zdrcující porážce v bitvě u Nancy, ve které byl Karel Smělý zabit. Busnoisovi se podařilo uniknout.
U burgundského dvora zůstal ještě i za vlády Marie Burgundské. Osudy skladatele po smrti vévodkyně v roce 1482 nejsou přesně známy. Zřejmě však zůstal v Bruggách, neboť v den své smrti v roce 1482 byl zaměstnán v katedrále sv. Spasitele (Katedraal St-Salvator). V této katedrále je také pohřben.

## Dílo
Věnoval se duchovní i světské hudbě, známý se stal především jako skladatel světských písní.

### Mše
- Missa L'homme armé
- Missa O crux lignum
- Patrem Vilayge

### Mše připisované Busnoisovi
- Missa L'Ardent desir
- 6 Missa L'homme armé (I.–VI.)
- Missa sine nomine
- Missa Quant ce viendra

### Moteta a magnificat
- Ad coenam agni providi
- Alleluia, verbum caro factum est
- Anima mea liquefacta est / Stirps Jesse
- Anthoni usque limina
- Asperges me (ztraceno)
- Conditor alme siderum
- Gaude coelestis domina
- In hydraulis
- Lamentation on the death of Guillaume Dufay (1474, ztraceno)
- Magnificat sexti toni
- Noel, noel
- 2 Regina caeli
- Victimae paschali laudes.

### Moteta a magnificat připisovaná Busnoisovi
- Magnificat octavi toni
- Magnificat secundi toni
- Incomprehensibilia Preter rerum ordinem

### Světská hudba
- Advegne que advenir pourra
- Amours nous traicte Je m'en vois
- A qui vens tu tes coquilles
- Au gré de mes iculx
- A une dame
- Au povre par necessité
- A vous, sans autre
- Bel acueil
- Bone chére
- Ce n’est pas moy
- C'est bien maleur
- C'est vous en qui
- Con tutta gentileça
- Corps digne; Dieu quel
- Cy dit benedicite
- En soustenant
- En tous les lieux
- En voyant sa dame
- Esaint-il merci
- Faictes de moy
- Faulx mesdisans
- Fortuna desperata
- (O) Fortune, trop tu es dure
- Ha que ville
- In myne zynn
- Ja que lui ne
- J'ay mayns de bien
- J'ay pris amours tout au rebours
- Je m'esbaïs de vous
- Je ne demande aultre degré
- Je ne demande lialté
- Je ne puis vivre ainsi
- Joye me fuit
- Laissez dangier
- L'autrier la pieça;En l'ombre du buissonet; Trop suis jonette
- L'autrier que passa
- Le corps s'en va
- Le monde a tel
- Ma damoiselle
- Maintes femmes
- Ma plus qu'assez
- Ma tres souveraine princesse
- M'a vostre cueur
- Mon mignault; Gracieuse, playsant
- Mon seul et sangle souvenir
- On a grant mal; On est bien malade
- Pour entretenir mes amours
- Pucellotte
- Quant j'ay au cueur
- Quant vous me ferez
- Quelque povre homme
- Quelque povre homme
- Resjois toy terre de France; Rex pacificus
- Seule a par moy
- Soudainementmon cueur
- Terrible dame
- Une filleresse; S'il y a compagnion; Vostre amour
- Ung grand povtre homme
- Ung plus que tous
- Vostre beauté; Vous marchez
- Vostre gracieuse acointance.

### Díla s nejistým autorstvím
- Amours, amours, amours
- Amours fait moult; Il est de binne heure né; Tant que nostre argent dura
- Cent mile escus
- Et qui la dira
- J'ay bien choisi
- Il sera pour vous canbatu; L'homme armé
- Je ne fay plus
- Je suis venu
- Le serviteur
- Quant ce vendra
- Sans avoir
- Se brief puis